# Bagno (L'Aquila)

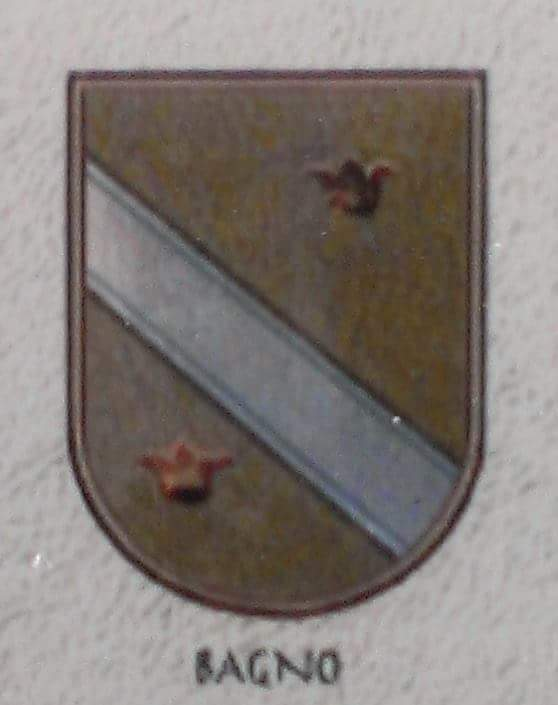
Stemma del decaduto Comune di Bagno (AQ) soppresso nel 1927; lo stemma non segue le regole araldiche "no metallo su metallo", esso sembrerebbe essere stato creato erroneamente di proposito, modificando il precedente il cui fondo era rosso.

Bagno è una frazione della città dell'Aquila, situata a sud-ovest del Gran Sasso nella valle dell'Aterno, distante circa 7Km dal capoluogo, comune autonomo fino al 29 luglio del 1927.

## Geografia fisica
Bagno è situato alle pendici dei Monti di Bagno (2077 m), compreso nel gruppo montuoso di Monte Ocre-Monte Cagno (2204 m), a sud-est della Conca aquilana.
Il gruppo montuoso dei Monti di Bagno arriva a 2077 m con il Monte Coppone; è caratterizzato da tre canalini difficili da scalare. Dalle cartine il confine delle montagne bagnesi parte da Monte Ocre, seguendo il vecchio confine comunale con Casamaina di Lucoli e il Comune soppresso di Roio posto in località Iaccio delle rose in corrispondenza di una rientranza del Comune di Lucoli) il monte Le Quàrtora (1783 m) e il Colle Cerasitto (1760 m), nelle cui vicinanze vi è una delle due Pinete di Bagno (La Macchia) e i ruderi dell'antico Castello di Bagno, cime secondarie come Pesco Croce (1474 m) con la sua Pineta, tre cime bagnesi adiacenti ai Monti di Bagno (2077 m) dette I tre Bauzi (2140 m; 2146 m; 2151 m), il versante bagnese del Monte Ocre (2204 m) e del Monte Cefalone (2145 m) ed infine linea di confine con Ocre, Rocca di Cambio, Lucoli.
Sul monte Le Quàrtora (1783 m) in prossimità della vetta vi è piantato un grande tabellone-ripetitore pieno di firme (ju tabellò) e vi si trova una cisterna per la raccolta delle acque ristrutturata e donata alla Comunità Montana di Bagno, in quanto essa faceva e fa parte dei terreni demaniali del Comune di Bagno. Nel 1985/1990 quando furono istituite le circoscrizioni nel Comune dell'Aquila si riscontra il passaggio della cimetta di Le Quàrtora da Bagno a Roio. Tutte queste montagne appartenenti storicamente a Bagno entreranno a far parte del Nuovo Parco Nazionale del Velino-Sirente, ora Parco naturale regionale Sirente-Velino.
Sulle pendici di tali monti verso l'area aquilana sono poste la Pineta dello Stivale d'Italia al di sotto del Monte Pesco Croce e quella del Colle Cerasitto.

## Geografia antropica

### Frazioni
Bagno è costituito dalle seguenti località: Bagno Grande, Ripa di Bagno, Civita di Bagno, Bagno Piccolo, Vallesindola di Bagno, Sant'Angelo di Bagno, San Benedetto di Bagno, Contrada Cominio di Bagno (detta Lilletta).

## Storia

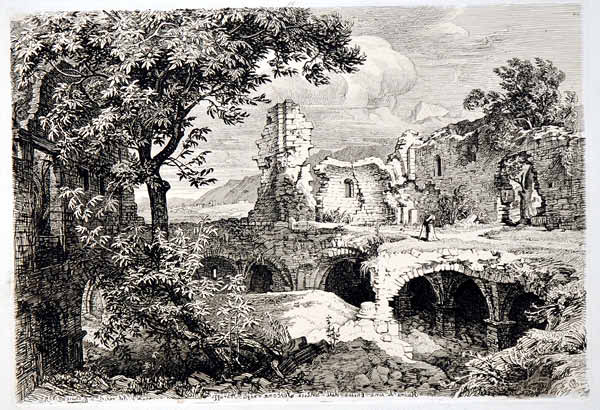
Incisione di G. Heinrich Busse della vecchia cattedrale di San Massimo di Forcona

Bagno fu contea della città dell'Aquila, poi feudo, comune autonomo, infine annesso al Comune dell'Aquila con il Regio decreto legge del 29 luglio 1927 numero 1564 per la creazione della Grande Aquila e l'annessione degli otto Comuni confinanti: Arischia, Bagno, Camarda, Lucoli, Paganica, Preturo, Roio, Sassa, nonché la frazione di San Vittorino di Pizzoli. Nel 1947 Lucoli dopo essere stato per 20 anni una frazione dell'Aquila fu il solo a riuscire a ritornare comune autonomo a differenza degli altri sette comuni soppressi.
L'ultimo sindaco di Bagno fu nel 1927 il podestà Pietramico Giovan Battista.

### Posizione geografica di Bagno
Ricostruire gli eventi della storia di Bagno e delle sue Ville non è facile, in quanto la documentazione è molto scarsa per realizzare un quadro storico sufficientemente completo.
Le origini vanno comunque ricercate molto lontano se si pensa che, probabilmente, risalgono all'anno 460 di Roma quando compare come villaggio romano a fianco di Forcona.
Sicuramente la villa più importante dal punto di vista storico è Civita di Bagno, l'antico centro cittadino che si colloca proprio sui ruderi della città vestina-romana di Forcona, vescovato dal 680 al 1257, ma anche importante Guastaldato, con numerosi castelli. Il vecchio centro di Forcona inoltre comunicava con la vicina Amiternum della frazione di San Vittorino.
Le altre Ville di Bagno ( Balneum cum Villis ) sono adagiate tra i poggi e i boschi a formare un anello (oggi ben visibile dall'alto questo anello che parte da Ripa di Bagno, poi a seguire Bagno Grande, Bagno Piccolo, contrada Cominio Di Bagno (Lilletta), Civita di Bagno, San Benedetto di Bagno, Sant'Angelo di Bagno, Vallesindola di Bagno e poi di nuovo Ripa.

### Età romana
La valle dell'Aterno fino a circa 100.000 anni fa costituiva un bacino di un grande lago di 60 km di lunghezza, le sue acque erano sugli 800 m s.l.m.. Nel VI secolo a.C. circa abitavano il luogo i Vestini, chiamati così perché si dice venerassero la dea Vesta.
I Vestini ed i Sabini ebbero continui scontri con la Roma repubblicana ed infine furono sconfitti nel 293 a.C., da lì Amiternum e Furcunium si legano sempre di più al destino di Roma; Forcona (Civita di Bagno) rinasce forte con la sua Acropoli, templi, terme e ville di cui oggi ne vediamo i resti delle mura in pietra.

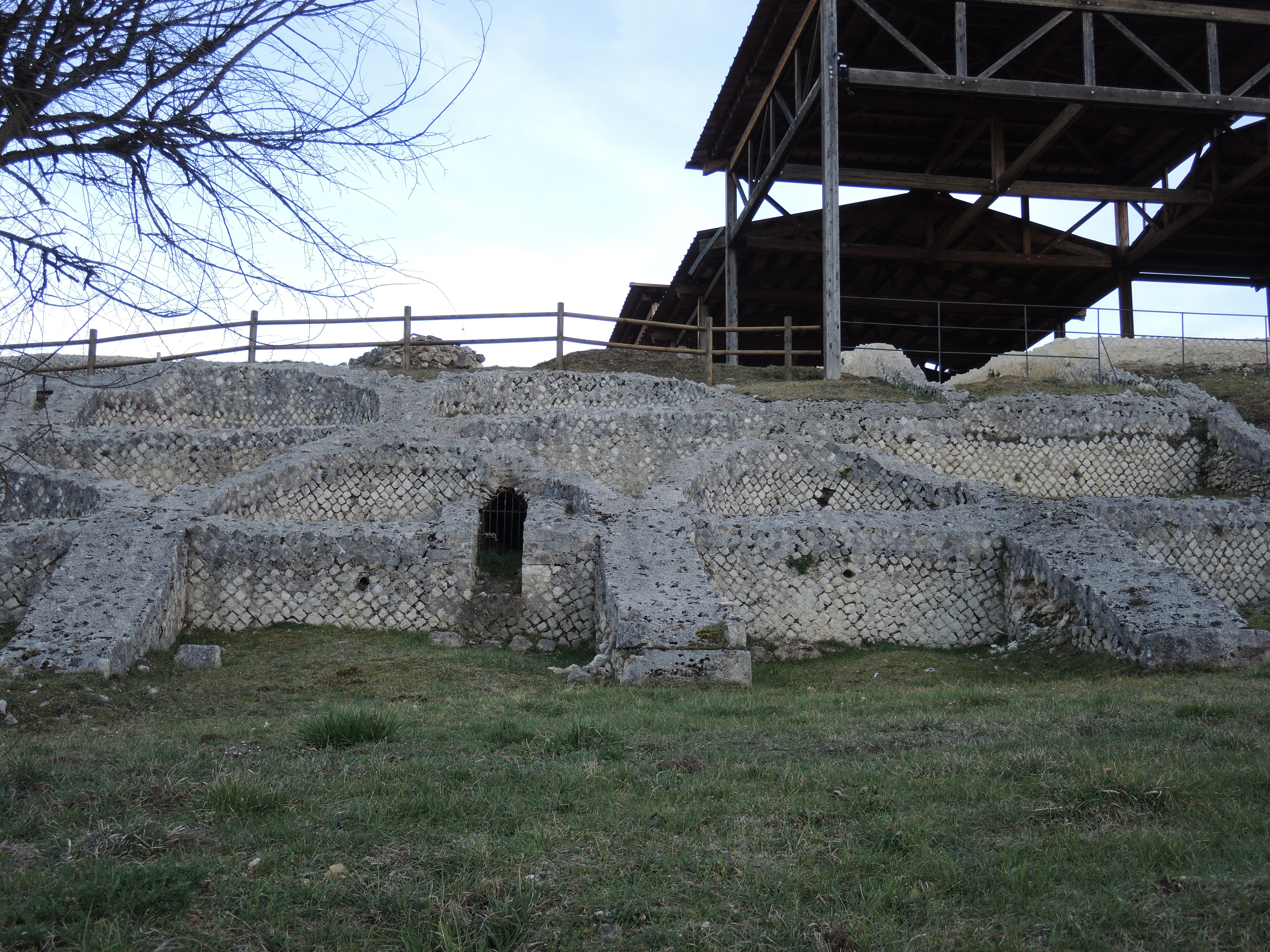
Area archeologica monumentale di Forcona, Civita di Bagno

Nel 250 d.C. circa Forcona accolse il corpo di San Massimo martire, da quel momento in poi fu detta anche Città di San Massimo; fu prestigioso vescovato, ma anche importante Gastaldato, con numerosi castelli, fino alla costruzione dell'Aquila.

### Età longobarda
Le invasioni dei Longobardi del 571-574 distrussero Forcona a cui seguì la dispersione abitativa che portò ad un reincastellamento a criterio policentrico alle falde dei monti, nascono così le Ville (nuclei abitativi). Proprio sopra l'abitato di Bagno Grande si eleva la rocca alta 1121 m s.l.m., con presenza di ruderi relativi al Castello di Bagno situato in posizione dominante rispetto agli attuali abitati. Il cocuzzolo mantiene ancor oggi il nome di Castigliónë; (la voce Castiglione deve avere origini tardomedievali), forse associata all'avvento dei Normanni. Il Vescovato di Forcona costituito nel 680 si conclude nel 1257.

### Età medievale: il Duecento e la fondazione dell'Aquila
Già prima del 1204, Bagno figurava come uno dei feudi del Guastaldato Forconese e uno dei castelli diocesani della curia Sancti Maximi. Nei regesti di Papa Innocenzo III vengono delimitati i confini del territorio forconese: esso include molti castelli tra cui San Massimo con la Villa di Civita, Bagno con Ville, chiese ed attinenze (unico castello con questa dicitura).
Negli anni seguenti il Re Guglielmo il Buono fa compilare un elenco dei baroni (Catalogus baronum), da cui si ricava che Todino di Collimento è feudatario anche del territorio bagnese. Nell'anno 1158 Gualtiero de Tuli e Mulippo Giovanni di Castiglione di Bagno erano feudatari dei territori di Bagno.
Le Ville di Bagno furono uno dei 99 castelli che parteciparono all'edificazione della città di L'Aquila; all'interno delle mura il Castello di Bagno è stato inserito nel Quarto San Giorgio.

### Decadenza nel 1927
I paesi che facevano parte del Comune di Bagno fino al 1927 erano: Bagno Grande, Bagno Piccolo, Ripa di Bagno, Civita di Bagno (sede comunale), San Benedetto di Bagno, Sant'Angelo di Bagno, Vallesindola di Bagno, Monticchio, Pianola.
Lo stemma comunale era ed è oggi della Delegazione Municipale di Bagno (sede Civita di Bagno) questo: una fascia d'argento obliqua in campo d'oro rosso fra due corone d'oro giallo oppure due anfore.
Nel 1927 il comune divenne frazione dell'Aquila.
Il territorio dell'ex Comune costituisce oggi l'undicesima circoscrizione del Comune dell'Aquila (Bagno-Monticchio), tolta però una piccola porzione dove sorge Pianola (inserita nella dodicesima circoscrizione con Gignano, Sant'Elia, Torretta). Pianola però nell'ambito dell'Amministrazione Separata dei Beni di Uso Civico sta giustamente con Bagno e Monticchio.

### Il sisma del 2009
Alle ore 3:32 del 6 aprile 2009 L'Aquila venne colpita da una scossa di terremoto distruttiva di magnitudo 6.3. La stima iniziale dell'INGV fu dell'8º-9º grado della scala Mercalli. Il sisma ha causato 308 morti (tra cui 4 bagnesi), 1.500 feriti e 65.000 sfollati, il crollo totale o parziale di numerosi edifici, ed il danneggiamento di gran parte del centro storico.
Bagno ha subito molti danni: il piccolo centro storico è quasi del tutto irrecuperabile, le chiesette sono lesionate, ed alcune distrutte, come la chiesa della Madonna delle Grazie a Bagno Grande (detta la Culla della Madonna del Buon Consiglio).
Nei centri storici sono avvenuti numerosi crolli: è stata danneggiata la parrocchiale Santa Maria di Bagno del 1961, nella quale è caduta la statua dell'Immacolata, ed è crollata la facciata della chiesetta di Santa Giusta a Vallesindola. Risultano lesionate: la parrocchiale santuario di San Raniero vescovo di Forcona (patrono di Bagno a Civita), la chiesa dell'Assunta a Bagno Piccolo, San Benedetto, San Michele Arcangelo, Madonna di Fontevivoli, la chiesa campestre Madonna Regina degli Angeli sulla via Mausonia, la torre medievale dell'antica cattedrale di San Massimo (patrono dell'Aquila), e la palombaia in parte crollata. Intatta dalla caduta di grandi massi è la chiesetta della Madonna delle Canali, a 960 metri s.l.d.m. I terremotati sono stati ospitati in 6 campi (Bagno Chiesa, Bagno Cimitero, Civita di Bagno, Lilletta, San Benedetto, Vallesindola).

## Monumenti e luoghi d'interesse

### Architetture religiose principali
Chiesa Madre Santa Maria di Bagnosorge fuori dal borgo di Bagno Grande, lungo la strada provinciale (via della Fonte), fu costruita nel 1963 su progetto dell'architetto Cortelli in sostituzione della preesistente chiesa Sancta Mariae de Balneo in stile barocco, lesionata gravemente nel 1943-1944 quando fu bombardato l'aeroporto militare di Bagno (oggi rimangono solo i resti della caserma nelle vicinanze della chiesa campestre della Madonna degli Angeli all'ingresso di Civita di Bagno). L'aeroporto militare occupava nel 1940 una buona parte della Piana di Bagno. La chiesa antica,  posta fuori dell'abitato sin dalle origini nel XIII secolo, aveva la sua parrocchia doppione nel Quarto di Santa Giusta a L'Aquila,  quando i castellani bagnesi fondarono il locale a L'Aquila nel 1254. 
La parrocchia di Santa Maria di Bagno intra moenia (dentro le mura della citta') a L'Aquila fu danneggiata dal terremoto del 1703 e non più ricostruita. Doveva stare tra piazza della Repubblica e via San Francesco di Paola.Furono salvati il portale e i finestroni che possiamo ammirare sul lato sinistro della chiesa di San Marco sempre costruita dalle ville bagnesi.
Danneggiata anche la chiesa di Bagno (extra moenia, fuori le mura), fu ristrutturata in stile barocco,  con finestrone centrale e portale architravato. La chiesa attuale mostra un impianto rettangolare irregolare a capanna,  con un blocco posto all'ingresso, realizzato in pietre e mattoni squadrati,  con un monumentale altorilievo della Assunzione della Madonna;la vela campanaria svetta creando un effetto balcone con tre logge campanarie. L'interno è a capanna a doppia navata, con soffitto a capriate. Di interesse all interno vi è un ciclo pittorico su tela riguardante la Madonna col Bambino di bellissima fattura.

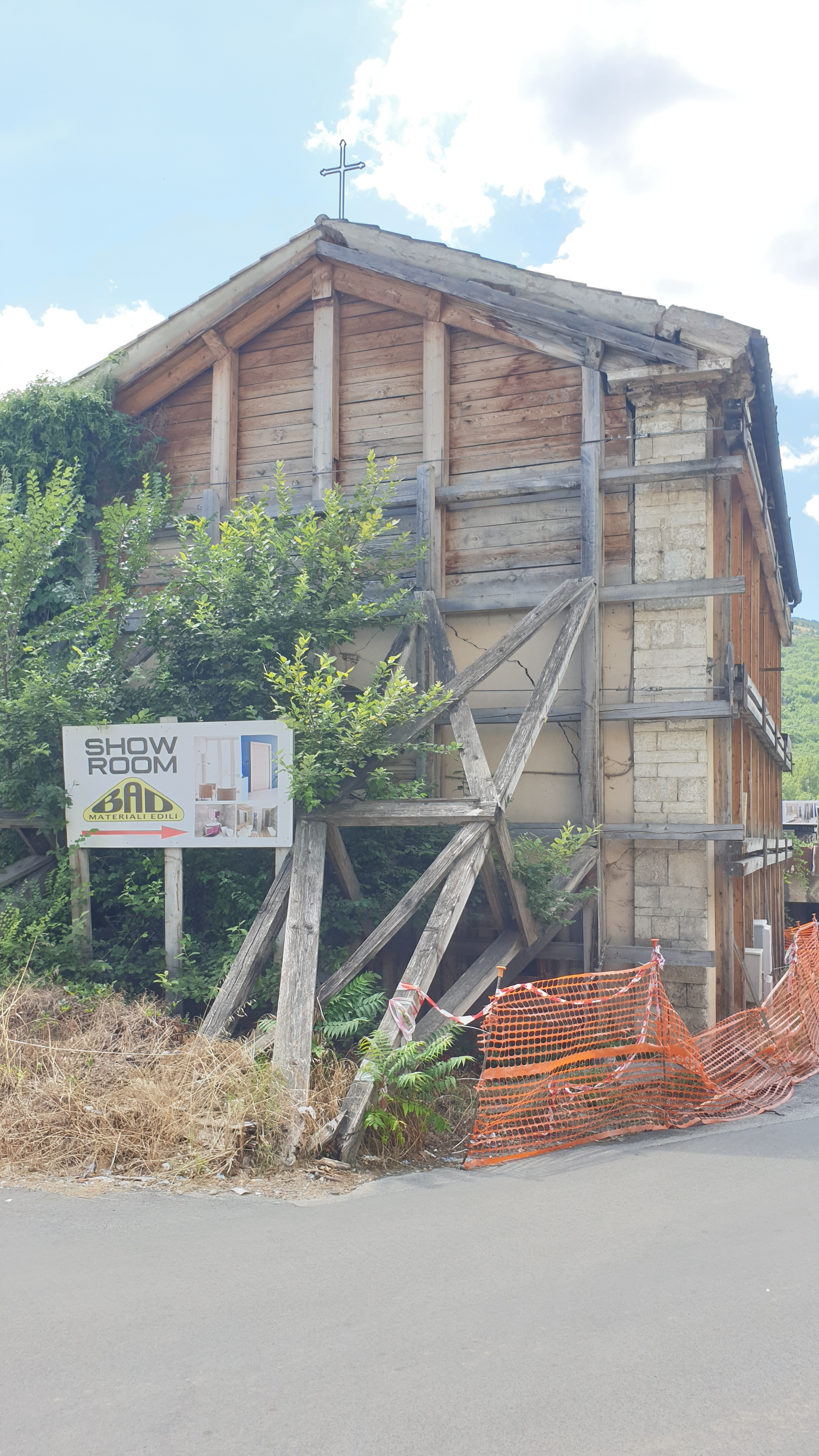
Chiesa di Santa Maria del Ponte, presso il Ponte Ranaiolo, strada tra Bagno e contrada Malepasso: danni del sisma del 2009

Chiesa della Madonna delle Canaleedificata nel 1841 a 980 m s.l.m. nell'omonimo canalone montano, luogo in cui la Madonna apparve ad un pastore. La chiesa è in stile tardo romanico rurale, con impianto rettangolare,  facciata ornata da oculo e portale a tutto sesto,  dentro vi si trova la statua venerata della Madonna. Il santuario è meta di pellegrinaggi dei bagnesi e del circondario.
Chiesa della Madonna di Fontevivolidel XVIII secolo, sita a Bagno Grande. Si trova in campagna,  è una piccola cappella dallo stile pseudoromanico aquilano.
Chiesa della Madonna delle Graziesita a Bagno Grande. Situata tra via Capo la Costa e via Castello, risale al XVIII secolo.
Chiesa della Madonna dell'Assuntasita a Bagno Piccolo. La chiesa è in via Fontana,  è annessa al gruppo di abitazioni a serpentone. Risale al XVIII secolo,  ha facciata quadrata semplice,  con finestrone, campanile laterale a vela e portale tardo rinsascimentale architeavato. L'interno è a navata unica,  in stile neoclassico,  ospita la statua della Madonna.
Chiesa di San Raniero e resti Cattedrale di San Massimo di Forconasita a Civita di Bagno. Trattasi di importantissimo complesso religioso archeologico, situato lungo la via Marsicana, o strada statale 17bis, che attraversa la parte bassa di Cominio e Civita,  e attraversa anche l'area archeologica di Forcona. La chiesa di San Raniero e San Massimo Martire era la prima sede della diocesi Aquilana, che condivideva la sede nell'XI secolo, intorno al 1077, quando era vescovo San Raniero da Forcona, con la chiesa di San Michele di Amiterno, nell'attuale contrada aquilana di San Vittorino. La chiesa fu dedicata al martire San Massimo di Aveia (Fossa, AQ), santo patrono dell'Aquila. Le reliquie dopo essere passate da Cartellone a Casauria e a Penne, causa attacchi longobardi e franchi, presso il Duomo, furono collocate di nuovo nella cattedrale di Forcona. Nel 1256 quando fu fondata L'Aquila, le reliquie furono traslate con la diocesi di Amiterno nella città nuova,  presso la chiesa di San Giorgio  che doveva sorgere in piazza Duomo, presso l'attuale cattedrale dell'Aquila.
Nonostante la parentesi della distruzione di Manfredi di Sicilia nel 1259, la sede diocesana fu definitivamente traslata a L'Aquila. L'ex cattedrale iniziò così il periodo di declino,  gravato dai terremoti, da quello catastrofico del 1703, e cadde in abbandono.
 Nell'800 era ancora in piedi,  ma era usata come deposito,  sicché essendo inservibile e necessitando una parrocchia ai paesani di Civita,  negli anni '30 fu costruita accanto all'ex cattedrale la chiesa di San Raniero vescovo, in stile eclettico, con la facciata a salienti falso-romanica,  con oculo e portale a tutto sesto. Negli anni '60 Mario Moretti,  soprintendente alle Belli Arti dell'Abruzzo e addetto ai cantieri di restauro di alcune chiese romaniche aquilane,  fece dei restauri all'ex cattedrale,  di cui però si era persa totalmente la facciata,  che doveva essere impostata alka maniera aquilana, coronamento orizzontale, o forse a salienti, con rosone e portale monumentali, sostituito da un semplice arco, cui è affiancata la torre  campanaria a pianta quadrata, danneggiata nel 1703 e nel 2009.
 Dalla strada si vedono anche le 3 absidi dell'ex cattedrale,  in stile romanico,  che hanno somiglianze con altre absidi di chiese molto antiche dell'Aquila,  come quella di San Pietro dei Coppitesi, Santa Giusta e San Pietro in contrada Coppito. L'impianto interno ha perso la copertura e le colonne scanalate di spoglio, prelevate certamente da qualche tempio di Forcona, disposte a suddividere l'interno in 3 navate. Delle colonne rimangono le basi. La cattedrale e la vicina chiesa posticcia di San Raniero sono state danneggiate dal terremoto del 2009, e necessitano di maggiore valorizzazione archeologica,  dato che in loco ha origine il culto del santo patrono del capoluogo abruzzese.

### Architetture religiose secondarie
- La chiesa di San Michele Arcangelo, sita a Sant'Angelo di Bagno. In piazzetta san Michele, risale al XIII secolo, forse di origini longobarde, oggi si presenta in stile misto, con una facciata quadrata tipica delle chiese romaniche aquilane, rifatta però negli anni '30 in modo pseudoromanico  con oculo e portale a tutto sesto, con mosaico di san Michele che uccide il drago. L'interno è in stile eclettico.
- La chiesa della Madonna delle Grazie, sita a San Benedetto di Bagno; posta in via Capo la Costa Nuova,  è in stile tardo barocco,  unita alle abitazioni.
- La chiesa di Santa Giusta[non chiaro] di Bazzano, sita a Vallesindola di Bagno; è in stile tardo barocco, benché risalga al XIII secolo.
- La chiesa campestre della Madonna degli Angeli, sita a Civita di Bagno, la sua gemella sita nella contrada Cominio (detta Lilletta) di Bagno. Si tratta di due chiese di origine tardo romnica, con le tipiche facciate quadrate all'aquilana,  rifatte però nel '900.

### Sito archeologico di Forcona e Cattedrale vecchia di San Massimo

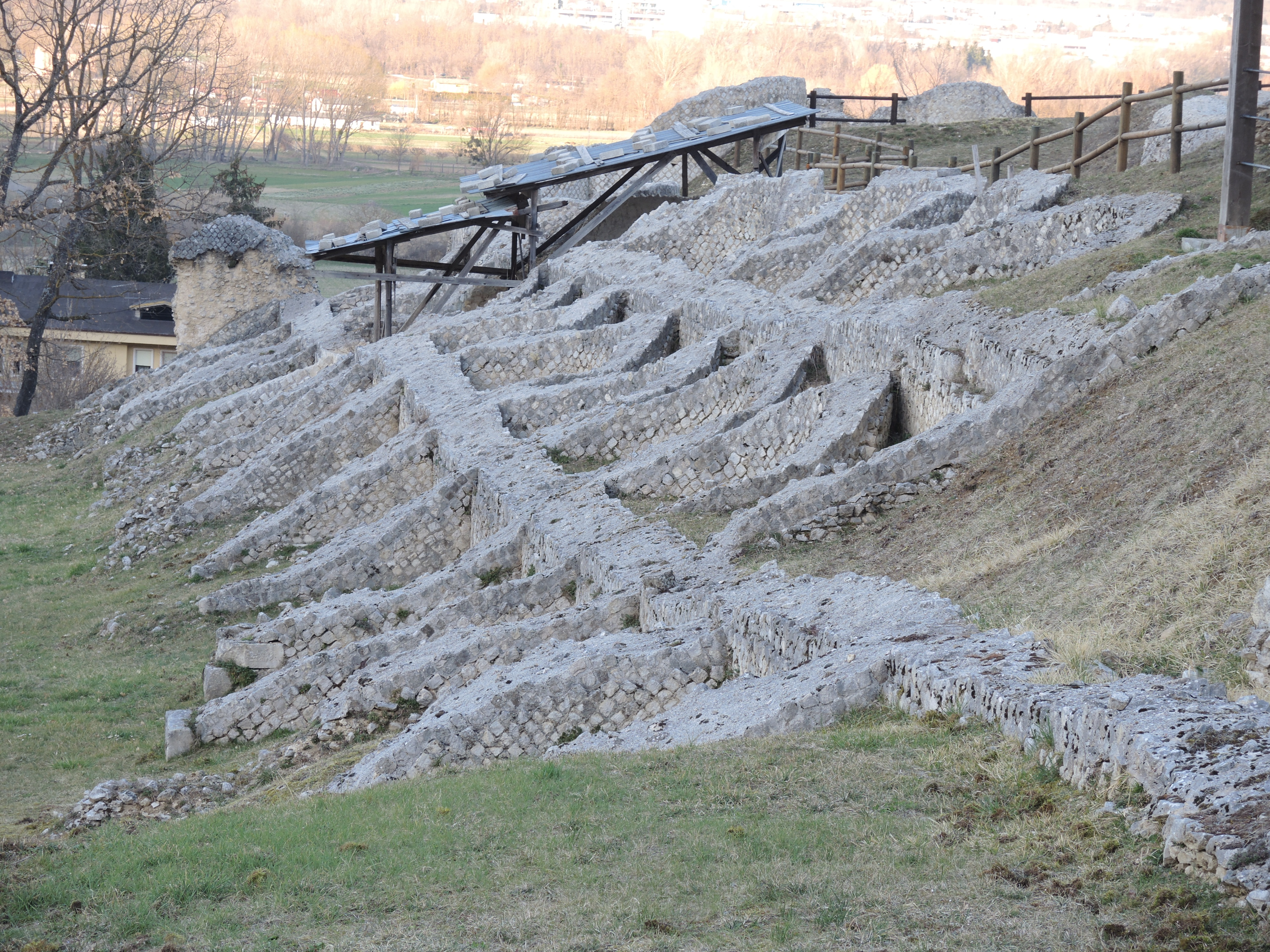
Forcona

Il complesso si trova lungo la strada statale "Marsicana", che attraversa i borghi di Cominio, San Raniero e Civita.
Nel 680 la diocesi aquilana aveva sede a Forcona e Civita di Bagno. La chiesa madre era la cattedrale di San Massimo, che entrò in una fase di decadenza nel 1257 con la soppressione della diocesi, che fu trasferita nella nuova cattedrale nel centro dell'Aquila.
Del borgo medievale di Civita di Bagno rimangono la chiesa di San Raniero, sita a Civita di Bagno lungo la strada Marsicana, resta quindi, come l'ex concattedrale di San Michele di Amiterno, fuori le mura, con annessi i resti dell'ormai distrutta cattedrale medioevale di San Massimo (ex sede vescovile) con torre campanaria affrescata in cui sono custodite le reliquie di San Raniero Vescovo; i resti romani dell'antica Forcona, siti a Civita di Bagno.
Della cattedrale rimangono l'interno con colonne, l'abside e la torre campanaria.

### Ville rinascimentali
Interessanti sono: Villa Oliva a Civita di Bagno (sede del Comune di Bagno fino alla soppressione del 29 luglio 1927), con interni affrescati, e tracce di cisterne romane sottertanee; Villa Palombaia, con interni affrescati; gli sdruccioli e le viuzze, gli archi e le scalette, le fontane e i fontanili, i decorati portoni in pietra (alcuni con lo stemma bernardiniano IHS); particolari sono alcune delle chiesette, incastonate quasi a confondersi con le case come gioielli storici, a testimonianza della grande fede cristiana del luogo;

### Altro
Sono presenti il lago di San Raniero a Civita di Bagno e il lago di San Giovanni di forma circolare (rispettivamente 200m e 160m di diametro) posto al confine con il Comune di Ocre e la Pineta di Pesco Croce e quella del Colle Cerasitto (le due Pinete di Bagno).

## I patroni
I patroni di tutte le frazioni sono la Mater Divinae Gratiae (Madonna delle Grazie) alla quale era dedicata una bellissima chiesa barocca distrutta durante la Seconda Guerra Mondiale; San Tussio eremita di Bagno, le cui reliquie si conservano nella chiesa di San Marco all'Aquila; San Raniero vescovo di Forcona patrono di Bagno e lago di Civita di Bagno; Sant'Antonio Abate, santo tutelare della confraternita omonima; Sant'Emidio vescovo e martire, protettore dai terremoti.

## Festività

### Processione di San Raniero Vescovo
La sua festa riunisce con una lunga processione tutte le frazioni in quel di Civita per onorare il Santo invocato contro gli animali pericolosi ed i mali che possono colpire il capo.

### Eventi
Ogni frazione ha la chiesa dedicata a un Santo con la relativa festa patronale. Spicca per la particolarità dei festeggiamenti (la domenica dopo ferragosto) la festa della Madonna delle Canale, con la tradizionale processione che sale nel canalone per raggiungere la chiesetta a 980 metri sopra il livello di mare.